# Coullemont
Coullemont é uma comuna francesa na região administrativa de Altos da França, no departamento de Pas-de-Calais. Estende-se por uma área de 4,04 km². Em 2010 a comuna tinha 125 habitantes (densidade: 30,9 hab./km²).